# جمشید گیوناشویلی
جِمشید گیوناشْویلی (به گرجی: ჯემშიდ გიუნაშვილი) (زادهٔ ۱ مه ۱۹۳۱ میلادی، تهران - درگذشتهٔ ۲۴ ژانویه ۲۰۱۷، تفلیس) زبان‌شناس، ایران‌شناس، محقق و نویسندهٔ گرجی بود که از سال ۱۳۷۳ تا ۱۳۸۳ به عنوان نخستین سفیر گرجستان در ایران، فعالیت داشت. او فارغ‌التحصیل رشتهٔ ایران‌شناسی از دانشگاه تفلیس در مقطع دکترا بود.
این پژوهشگر گرجی تلاش‌های فراوانی در جهت تعمیق روابط ایران و گرجستان به ویژه از منظر فرهنگی و علمی داشت و بیش از ۲۰۰ اثر علمی به زبان‌های گرجی، فارسی، انگلیسی و روسی منتشر کرد. وی همچنین در سال ۲۰۱۰ موفق به دریافت جایزهٔ جهانی کتاب سال جمهوری اسلامی ایران شد.

## زندگی‌نامه
پدر جمشید گیوناشویلی یک مهندس گرجی به نام «شالوا (شالیکو) گیوناشویلی» (۱۹۰۸–۱۹۸۱) فرزند نهم یک کشیش ارتدکس بود و برادر بزرگترش (عموی جمشید گیوناشویلی) پزشکی سرشناس بود که از سوی دولت شوروی «دشمن خلق» نام گرفته و در سال ۱۹۲۴ اعدام شده بود. هرچند فعالیت‌های شالوا گیوناشویلی بار سیاسی نداشت، اما در شرایط اجتماعی و سیاسی وقت گرجستان تحت نفوذ شوروی (حدود سال‌های ۱۹۲۵ تا ۱۹۳۰)، فضای حسن نیتی برای کسی که پدرش یک کشیش ارتدکس، و برادرش از سوی دولت «دشمن خلق» نام گرفته و اعدام شده‌است، وجود نداشت؛ بنابراین شالوا گیوناشویلی وادار به مهاجرت از گرجستان شد.
در سال ۱۹۲۹ همراه با خانواده اش به ایران مهاجرت نمود و دو سال بعد یعنی در سال ۱۹۳۱، جمشید گیوناشویلی در تهران به دنیا آمد. خانوادهٔ گیوناشویلی تا سال ۱۹۴۷ در ایران بودند و پدر جمشید گیوناشویلی به عنوان یک مهندس، در احداث راه‌آهن سراسری ایران (خرم‌آباد-اندیمشک، اراک-قم، سمنان-شاهرود) مشارکت داشت.
خانوادهٔ گیوناشویلی در سال ۱۹۴۷ به گرجستان بازگشتند و چهار سال بعد یعنی در سال ۱۹۵۱ به قزاقستان تبعید شدند.
جمشید گیوناشویلی از سال ۱۹۵۶ فعالیت دانشگاهی خود را در زمینهٔ ی مطالعات ایران‌شناسی در دانشگاه دولتی تاشکند شروع کرده و از سال ۱۹۵۸ در دانشگاه دولتی تفلیس و آکادمی ملی علوم گرجستان ادامه داد و بیش از پنجاه سال از زندگی خود را صرف مطالعه، تحقیق و پژوهش نمود.
از جمشید گیوناشویلی بیش از دویست اثر علمی-پژوهشی به زبان‌های گرجی، فارسی، روسی و انگلیسی و … چاپ و منتشر شده‌است.
در سال ۲۰۱۰، طی هفدهمین دورهٔ جایزه جهانی کتاب سال، ریاست جمهوری اسلامی ایران، با اهداء لوح تقدیر و اعطاء مهم‌ترین جایزهٔ ادبی جمهوری اسلامی ایران، رسماً از تلاش‌های جمشید گیوناشویلی قدردانی شد.
پروفسور تاماز گامقرلیدزه، رئیس آکادمی ملی علوم گرجستان در مورد جمشید گیوناشویلی که به مدت ۱۰ سال (از ۱۳۷۳ تا ۱۳۸۳ شمسی) سمت اولین سفیر گرجستان در ایران را بر عهده داشت می‌گوید: «دکتر جمشید، نه فقط یک ایران‌شناس و محقق، بلکه یک دیپلمات حرفه‌ای نیز می‌باشد. وی در دوره‌ای نسبتاً طولانی که به عنوان سفیر گرجستان در ایران حضور داشت، نقش مؤثر و ارزنده‌ای را در برقراری و تعمیق روابط حسنه بین دو کشور ایران و گرجستان ایفا کرد.»